# Tan Yankai
Tan Yankai (chino simplificado: 谭延闿; chino tradicional: 譚延闓; pinyin: Tán Yánkǎi; Wade-Giles: T'an Yen-k'ai; 25 de enero de 1880-22 de septiembre de 1930) fue un político chino, principal miembro del gobierno nacionalista del Kuomintang durante los primeros años de la República de China y fue el primer presidente del Yuan Ejecutivo luego de la caída del gobierno de Beiyang y la reunificación china de 1928.

## Comienzos
Nació en Zhuzhou, en la provincia de Hunan. Durante la dinastía Qing se unió al Partido Constitucionalista de Liang Qichao en (luego Partido Progresista, quien propugnaba por una monarquía constitucional y un parlamento en China. Tras la Revolución de Xinhai en 1911, Tan se convirtió en el líder y mentor del partido.

## En la república
En 1912, al ser establecida la República de China es nombrado gobernador de su provincia natal. En agosto del mismo año se une al movimiento nacionalista Tongmenghui, liderado por Song Jiaoren y que se convertiría en ese entonces en el partido Guomindang (en chino, Kuomintang); Tan es nombrado líder del partido en Hunan. Tras el asesinato de Song Jiaoren, planeado por el Presidente Yuan Shikai, se desencadenó la Segunda Revolución China por parte de los nacionalistas y Tan declaró la independencia de Hunan el 17 de julio. Sin embargo, el fracaso de la revolución hizo revertir su decisión y debió renunciar a la gobernación en octubre, huyendo a Shanghái. 
Tras la muerte de Yuan en 1916 vuelve a ser nombrado gobernador de Hunan y durante la Guerra de Protección de la Constitución de 1917 pudo resistir a las fuerzas del Ejército de Beiyang. Luego de la expulsión de Chen Jiongming en junio de 1920, Tan fue nombrado por Sun Yat-sen como ministro del Interior, pero renunció en noviembre luego de unos disturbios sociales.

## Presidencia y gabinete
Con la Expedición al Norte iniciada en 1924, Tan comienza a escalar posiciones dentro del Guomindang siendo electo como representante del comité y participa activamente en el conflicto, también fue uno de los principales miembros del partido tras la muerte de Sun en 1925. 
En febrero de 1928 es nombrado presidente del gobierno de Nankín, siendo así el primer jefe de Estado nacionalista chino reconocido internacionalmente tras el desmantelamiento del Gobierno de Beiyang y el fin de la guerra civil en julio de 1928. En octubre de 1928 fue sucedido por Jiang Jieshi (en chino, Chiang Kai-shek), quien estableció la separación de poderes según los Tres Principios del Pueblo y Tan fue nombrado como el primer presidente del Yuan Ejecutivo de la República de China. 
Falleció en el cargo en 1930 y su tumba se ubica en el Mausoleo de Sun Yat-sen en Nankín.
| Predecesor: Zhang Zuolin (Gobierno de Beiyang)Chiang Kai-shek (Gobierno nacionalista) | Presidente del Gobierno Nacionalista de China 1928 | Sucesor: Chiang Kai-shek |
| Predecesor: Pan Fu                                                                    | Primer ministro de la República de China 1928-1930 | Sucesor: T. V. Soong     |

- Datos: Q708781
- Multimedia: Tan Yankai / Q708781